# Portret Wojciecha Korfantego (rysunek Stanisława Ignacego Witkiewicza)
Portret Wojciecha Korfantego – rysunek pastelem na papierze formatu ok. 63 na 48 cm, autorstwa Stanisława Ignacego Witkiewicza, powstały w sierpniu 1931 roku, znajdujący się w kolekcji prac artysty w Muzeum Historii Katowic.
Pastelowy portret śląskiego działacza niepodległościowego Wojciecha Korfantego powstał w sierpniu 1931 roku w Zakopanem. Witkacy przedstawił Korfantego w marynarce, w koszuli z krawatem. Jest to popiersie en face. Obraz jest sygnowany u dołu w narożnikach: 1931 / Witkacy VIII (lewa strona), NP NΠ / [T.B+E] (prawa strona). Muzealny nr. inw.: MHK/Sz/2372.